# Faisal Zaid
Faisal Zaid  (Kuvaitváros, 1991. október 9. –) kuvaiti labdarúgó, az Al-Jahra középpályása.

## Pályafutása

### A válogatottban
2013 óta 66 alkalommal szerepelt a kuvaiti válogatottban és hat gólt szerzett. Részt vett a 2015-ös Ázsia-kupán.